# Manga Sarutobi Sasuke
Manga Sarutobi Sasuke (яп. まんが猿飛佐助) — японский аниме-сериал, о легендарном ниндзя — Сарутоби Сасукэ, выпущенный студией Knack Productions. Транслировался по телеканалу Tokyo 12 Channel с 9 октября 1979 года по 29 апреля 1980 года. Сериал также транслировался на территории Испании, Италии и США.

## Сюжет
Сюжет описывает ранние годы известного синоби по имени Сарутоби Сасукэ, который собирается стать великим мастером, однако ему предстоит сначала предотвратить планы злодея Хандзо, сражаясь против его головорезов.

## Роли озвучивали
- Хисаси Кацута — Комура Синда
- Киико Нодзаки — Сакура
- Коити Хасимото — Сайдзо Киригакурэ
- Сёдзо Иидзука — Хандзо Хаттори/Марую Додзин
- Току Нисио — Сэйкайнуюдо Миёси
- Ёко Мацуока — Саскукэ Сарутоби